# Hotel Xa
L'Hotel Xa era un edifici de Santa Maria de Palautordera (Vallès Oriental) inclòs a l'Inventari del Patrimoni Arquitectònic de Catalunya.

## Descripció
Edifici de planta rectangular entre parets mitgeres, constava de planta baixa i dos pisos. Tenia dues façanes, una a la plaça Major i l'altra al carrer Major. La coberta era de dos vessants. La façana principal, la de la plaça, era de composició simètrica i de caràcter clàssic. La coronava una barana.

## Història
Aquest edifici fou construït l'any 1881, tal com indicava la inscripció situada a dalt de la façana, al centre de la barana. La planta baixa havia acabat convertida en diversos comerços i les altres dues estaven en mal estat, ja que gairebé no es preocupaven per la seva conservació. Va ser enderrocat i substituït per un edifici de nova construcció.